# Savi
Savi foi a capital do Reino de Uidá antes da sua captura pelas forças do Reino do Daomé em 1727. 
Um relato sobre a cidade foi feito em 1789, por Robert Norris, um traficante de escravos em Daomé:
"Sabee, naquele período a metrópole do reino, a residência de seu monarca e a sede de seu comércio, tinha mais de quatro milhas de circunferência. As casas, construídas com paredes de barro, eram cobertas com palha. As feitorias dos comerciantes europeus eram espaçosas e arejadas, distribuídas em compartimentos convenientes e cercadas do lado de fora por uma grande galeria que abria para sacadas. A cidade fervilhava de gente, de tal forma que era impossível transitar pelas ruas sem grande dificuldade. Os mercados funcionavam todos os dias, nos quais eram expostos à venda todos os tipos de mercadorias, européias e africanas, além de uma abundância de provisões de todos os tipos." 
Havia feitorias da britânicas, neerlandesas, francesas e  portuguesas na área delimitada na cidade, adjacente ao Palácio Real. Eram essencialmente dedicadas ao tráfico negreiro.